# Sasano Paricano

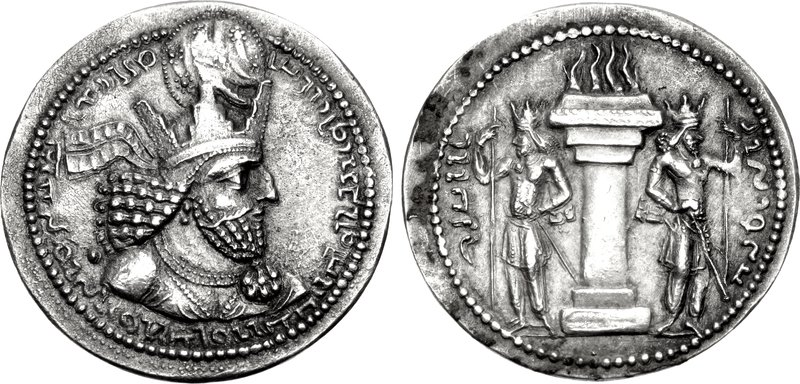
Dracma de Sapor cunhado ca. 240-244

Sasano (em persa médio: Sāsān; em parta: Sāsān; em grego clássico: Σασαν; romaniz.: Sasan) foi um nobre sassânida do século III, ativo durante o reinado do xá Sapor I (r. 240–270). É citado na lista de dignitários da inscrição Feitos do Divino Sapor na qual aparece em sexta posição. Estava em segundo lugar no grupo de cinco príncipes (BRBYTA, wispuhr) citados na lista, todos eles certamente membros da casa reinante, porém é impossível determinar apenas com tal inscrição quão próximo da linhagem principal ele estava.
Segundo o mesmo trecho da inscrição, Sasano foi entregue a família Paricano para ser educado (ī pad Farragān dāšt em persa médio, čē pad Farragān derd em parta; tou <ei>s Parikan traphéntos em grego), uma prática comum da realeza iraniana, cujos príncipes, em especial príncipes reinantes, além de membros da alta nobreza, eram educados por outras famílias nobres. A família que o acolheu, ao aceitá-lo como "filho adotivo", está presa a uma situação jurídica na qual o pai adotivo deve cuidar de seu filho até ele atingir a maioridade.